# Сесаме
Сесаме (итал. Sessame) је насеље у Италији у округу Асти, региону Пијемонт.
Према процени из 2011. у насељу је живело 64 становника. Насеље се налази на надморској висини од 320 м.

## Становништво
Према резултатима пописа становништва 2011. у општини је живело 284 становника.
| 1931. | 1936. | 1951. | 1961. | 1971. | 1981. | 1991. | 2001. | 2011. |
| ----- | ----- | ----- | ----- | ----- | ----- | ----- | ----- | ----- |
| 855   | 824   | 701   | 545   | 441   | 396   | 303   | 285   | 284   |